# Isesi-ankh
Isesi-ankh (Izzi-ˁnḫ, "Isesi viu") va ser un alt funcionari egipci durant la segona meitat de la V Dinastia (de finals del segle XXI a mitjan segle XX aC). És probable que fos fill del faraó Djedkare Isesi i de la reina Meresankh IV, tot i que encara es debat. Isesi-ankh probablement va viure durant el regnat de Djedkare Isesi i el del seu successor Unas. Va ser enterrat en una tomba mastaba al nord de Saqqara, avui en ruïnes.

## Títols
Isesi-ankh tenia molts títols que demostraven que va fer una carrera exitosa com a alt oficial:
- Supervisor de totes les obres del Rei (jmj-r k3t nbt nt nswt)
- Supervisor de l'expedició / tropes (jmj-r mšˁ)
- Supervisor de tots els judicis del Rei (jmj-r wḏt-mdw nbt nt nswt)
- Pastor del bestiar (mnjw k3w)
- Bàcul dels reclutes (mdw nfrw)
- Cap dels secrets Reials (ḥrj-sšt3 nswt)
- Portador dels segells del Déu als dos grans vaixells (ẖtmw nṯr m jmwwj ˁ3wj)
- Portador dels segells del Déu (ẖtmw nṯr)
- Director del vaixell d'Horus (ẖrp jmw Hr m h3t.f)
- Fill del Rei (z3 nswt)
- Únic company (smr wˁtj)

## Filiació
|             |           |     |
| \| \| \| \| |           |     |
|             |           |     |
| M17         | O34 · O34 | M17 |

| M17 | O34 · O34 | M17 |

|             |           |     |
| \| \| \| \| |           |     |
|             |           |     |
| M17         | O34 · O34 | M17 |

| M17 | O34 · O34 | M17 |

|             |           |     |
| \| \| \| \| |           |     |
|             |           |     |
| M17         | O34 · O34 | M17 |

| M17 | O34 · O34 | M17 |

|             |           |     |
| \| \| \| \| |           |     |
|             |           |     |
| M17         | O34 · O34 | M17 |

| M17 | O34 · O34 | M17 |

Isesi-ankh podria haver estat un fill del rei Djedkare Isesi, tal com suggereix el seu nom i el seu títol de Fill del Rei. A més, les similituds entre els títols i les ubicacions de les tombes d’Isesi-ankh i Kaemtjenent han fet que egiptòlegs com William Stevenson Smith proposessin que els dos eren germans i fills de Meresankh IV. Per contra, Isesi-ankh podria haver estat també un fill de Kaemtjenent.
Tot i que Isesi-ankh portava el títol de Fill del Rei, els egiptòlegs Michel Baud i Bettina Schmitz han demostrat que aquesta filiació a vegades era fictícia, i només s'utilitzava com a títol honorífic. Es basen en les inscripcions trobades als blocs de construcció de la seva mastaba, les quals aporten que un dels seus títols va ser "Portador de segells del Rei Isesi ankh"; Baud argumenta que si hagués estat realment el fill d’un rei, aquest títol hauria estat "Portador de segells del Rei, el fill del rei, Isesi ankh". En conseqüència amb aquest argument, el pare d'Isesi-ankh no seria pas Djedkare Isesi.

## Tomba
Isesi-ankh va ser enterrat a la mastaba D8, al nord de la piràmide de Djoser, a Saqqara. La mastaba va ser investigada per primera vegada al segle xix per Auguste Mariette, i de nou breument durant la temporada d'excavacions de 1907–1908 de James Quibell. Un treball més extens es va dur a terme sota la direcció de Said Amer El-Fikey el 1983, aleshores director de l'àrea arqueològica de Saqqarah. Les excavacions van aportar dos papirs demòtics. Una dècada després, el 1994, es van estudiar les decoracions restants de la mastaba sota la direcció de Yvonne Harpur, directora de camp de l'expedició d'Oxford a Egipte. L'estructura es troba ara en un estat ruïnós i s'han perdut molts dels seus relleus i decoracions.

La mastaba tenia una façana rebaixada amb dues columnes. L'arquitrau sobre l'entrada i les dues columnes estaven inscrites amb els títols d'Isesi-ankh, que estan fets força malbé A la part posterior de la façana, un passadís condueix a dues habitacions, una de les quals porta a una capella de culte situada a la part posterior, on es trobava la falsa estela de la porta d’Isesi-ankh. Aquesta falsa porta, feta de margues de mala qualitat, porta inscripcions que es conserven millor que les de la façana. Aquests, així com els altres relleus de la falsa porta, es van pintar originalment amb un esmalt verd i les parets de la tomba es van adornar amb pintures sobre guix, moltes de les quals actualment han desaparegut, tot i que el color verd ha persistit.

Tomba d'Isesi-ankh
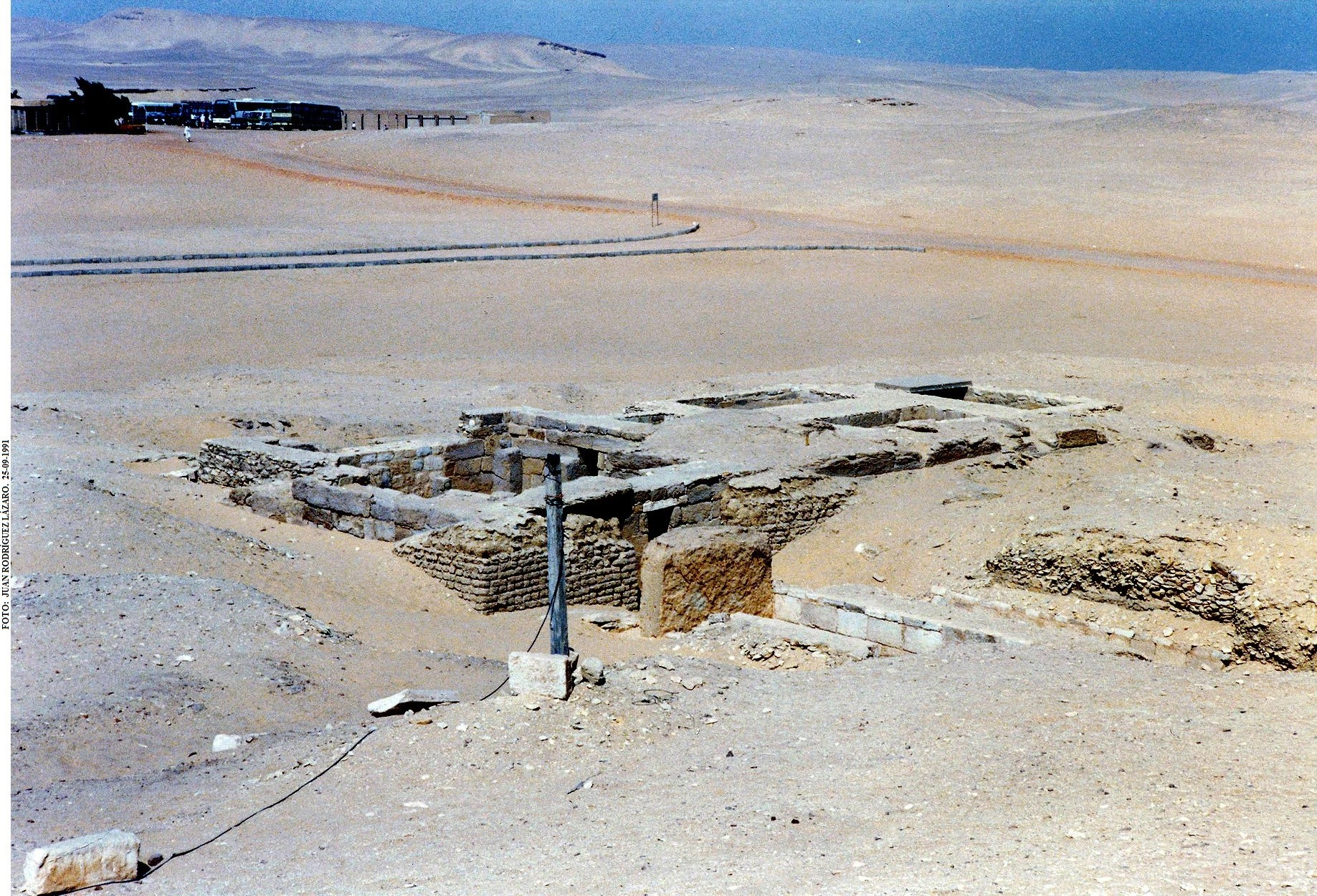
Mastaba d'Isesi-ankh.
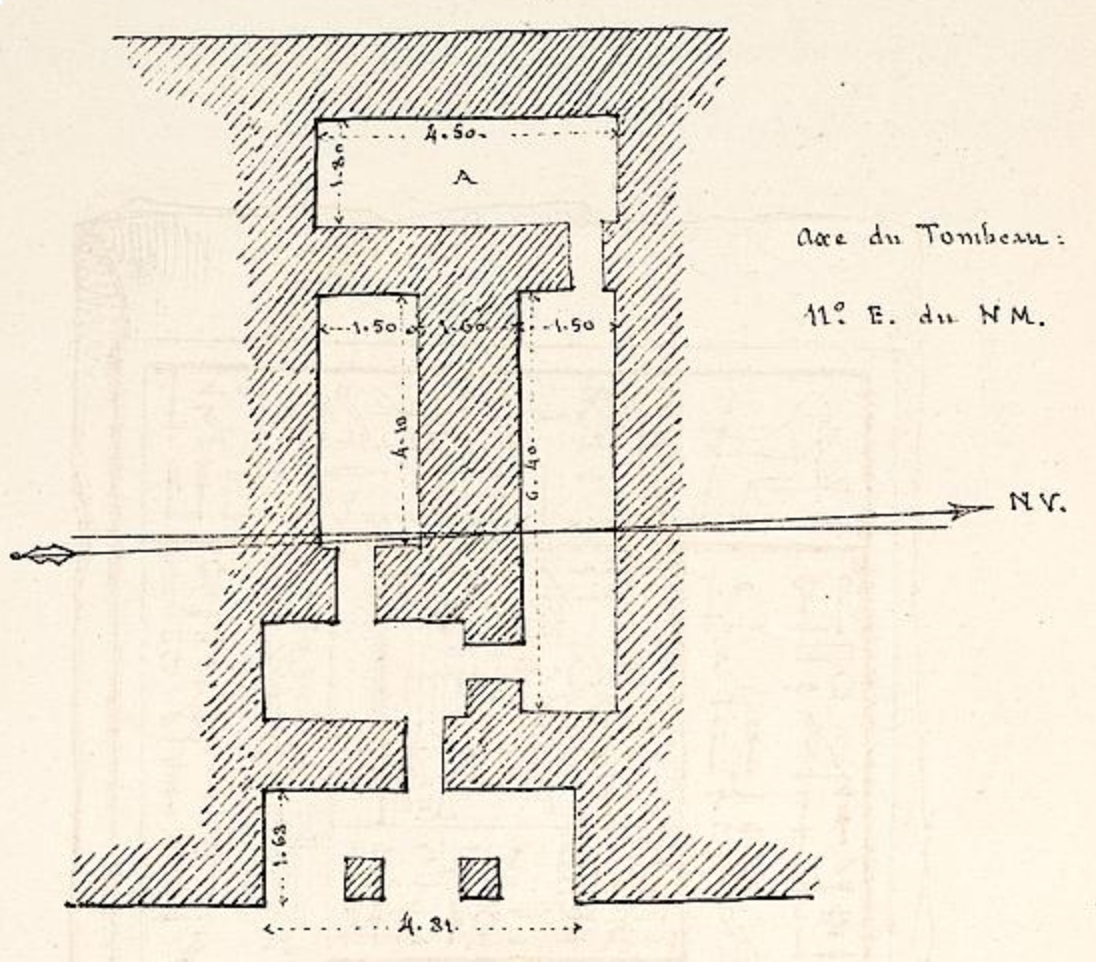
Plànol del sepulcre.
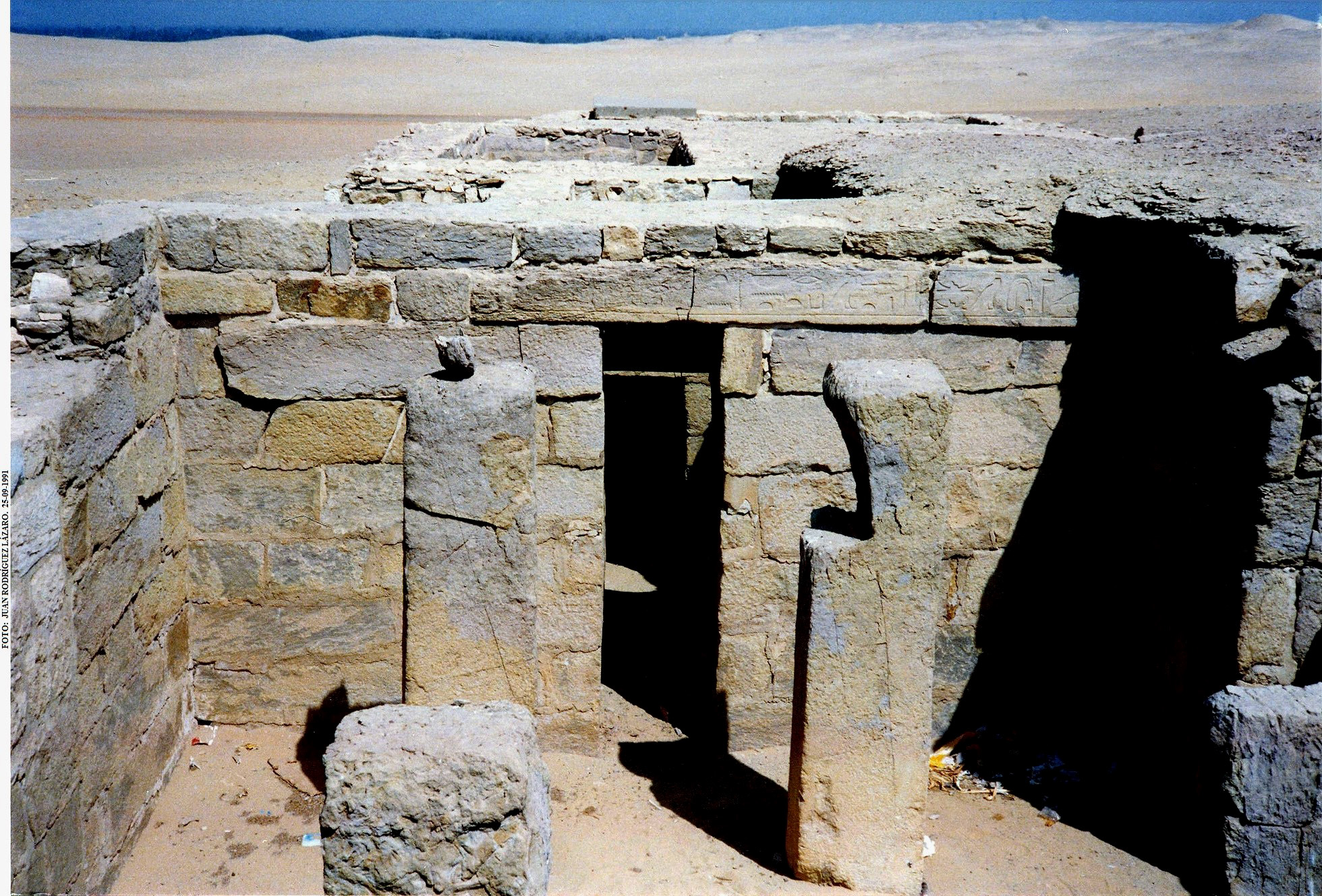
Entrada de la tomba.
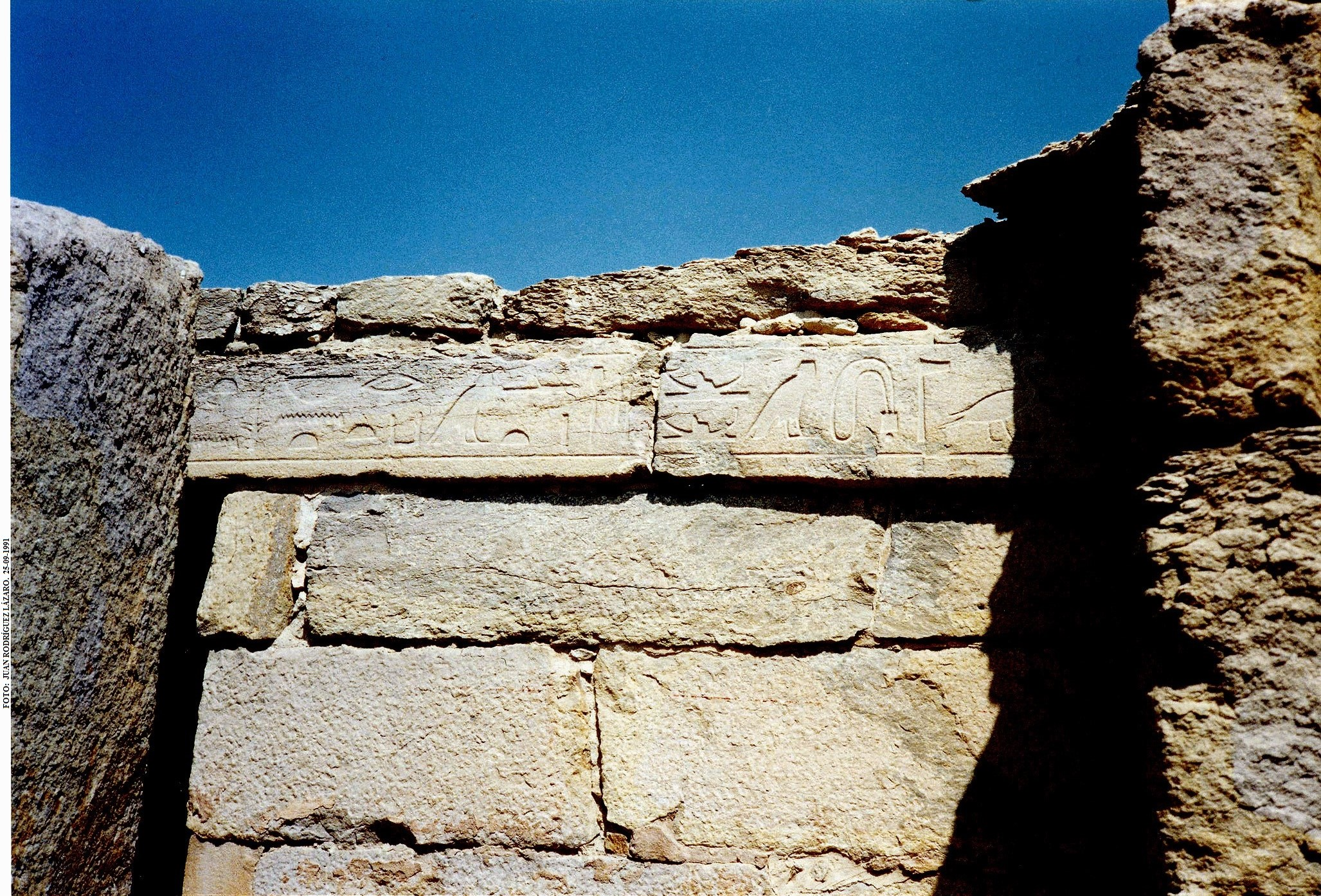
Arquitrau de la mastaba d'Isesi-ankh iamb els seus títols inscrits.
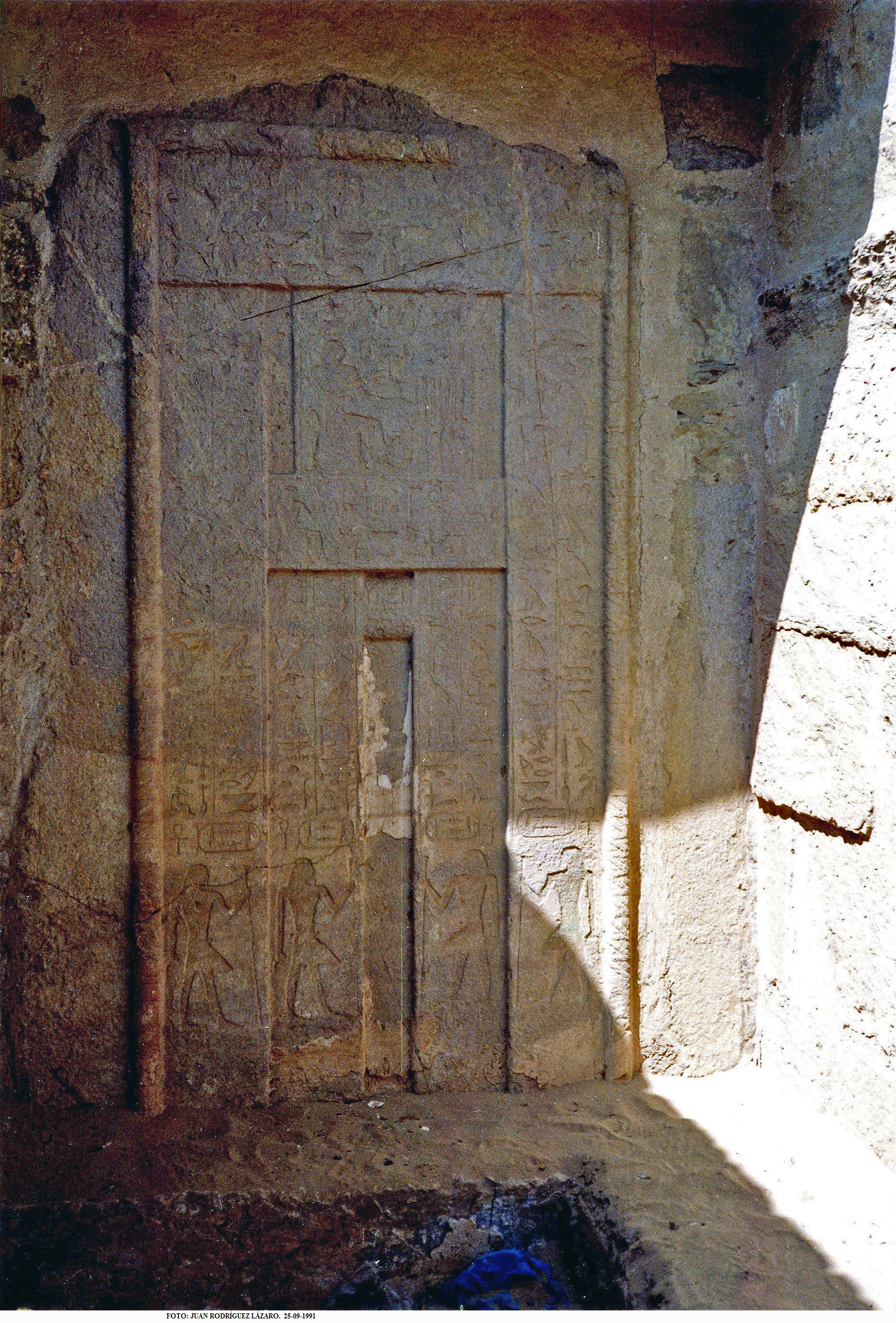
Porta falsa.
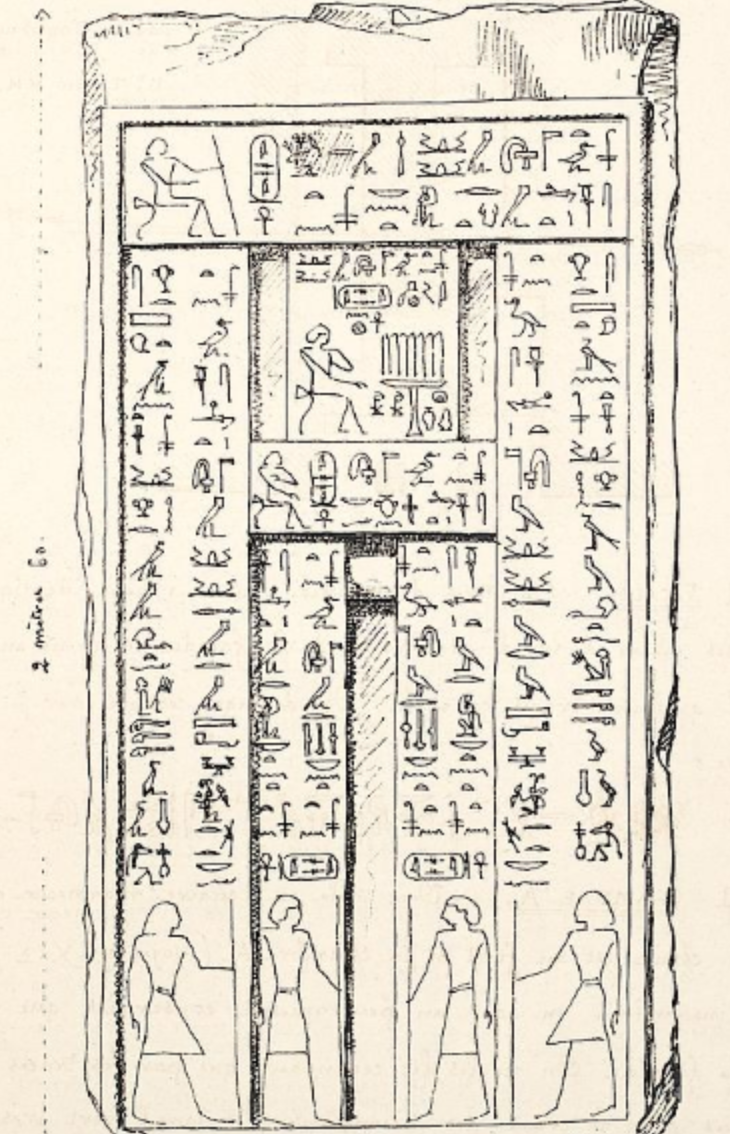
Transcripció de les inscripcions de la porta falsa.
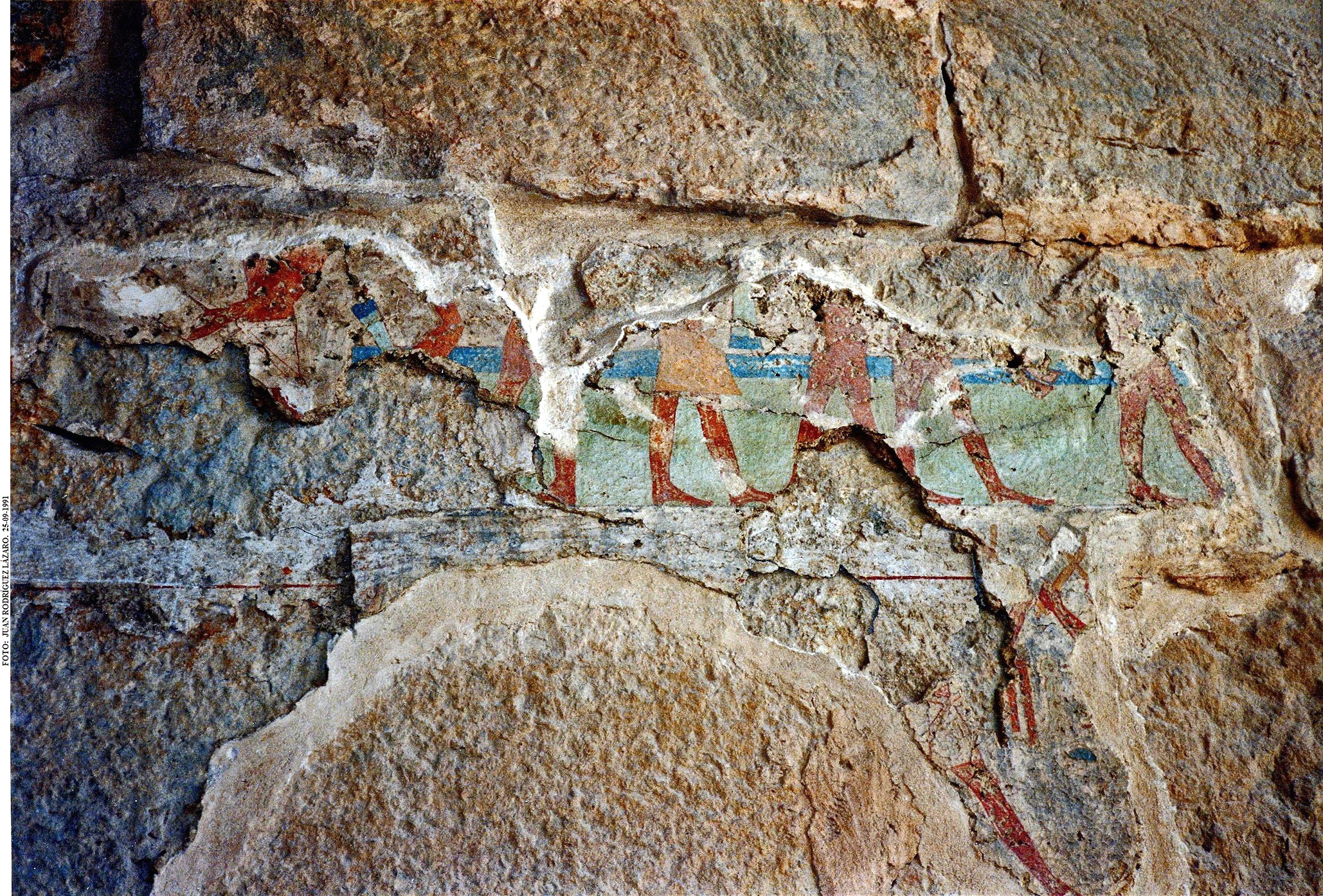
Restes de pintures.